# Donald Pelmear
Donald Pelmear, né le 6 juillet 1924 à Middlesbrough dans le comté de Yorkshire du Nord (Royaume-Uni), et mort le 11 janvier 2025 à Hampstead, Londres (Royaume-Uni), est un acteur britannique. Il est la dixième personne associée au Whoniverse à devenir centenaire, et la neuvième la plus âgée de tout les temps,.

## Filmographie partielle

### Télévision
- 1959 : ITV Play of the Week : M. Green dans l'épisode "A Man Involved"
- 1960 : BBC Sunday-Night Play : rôle non spécifié
- 1960 : The World of Tim Frazer : le projectionniste dans l'épisode 1.3
- 1966 : Ransom for a Pretty Girl (mini-série) : Willis
- 1970 : UFO : agent immobilier dans l'épisode "The Square Triangle"
- 1973-1974 : Doctor Who : Professeur Rubeish dans le feuilleton The Time Warrior
- 1983 : The Citadel : Dr. Thoroughgood
- 1990 : Poirot : le juge dans l'épisode "The Mysterious Affair at Styles"
- 1991 : Paul Merton: The Series : rôle non spécifié dans l'épisode 1.3
- 1992 : London's Burning : conservateur dans l'épisode 5.8
- 1993 : In Suspicious Circumstances : Henry Dobson dans les épisodes "Shadow of Doubt" et "The Death of Lucy Kyte"
- 1998 : McCallum : M. Weston dans l'épisode "City of the Dead"
- 2000 : Le Dixième Royaume (mini-série) : greffier de la cour
- 2000 : Lock, Stock... : le capitaine dans l'épisode "...And Two Sips"
- 2001 : The Way We Live Now (mini-série) : le docteur dans l'épisode 1.4
- 2003 : Strange : M. Parrish dans l'épisode "Asmoth"
- 2003 : My Hero : rôle non spécifié dans l'épisode "The Mayor of Northolt"
- 2004 : Little Britain : serveur dans l'épisode 2.1
- 2006 : Hotel Babylon : M. Farrah dans l'épisode 1.2

### Cinéma
- 1987 : Little Dorrit : M. Clive
- 1998 : Elizabeth : le troisième évêque
- 2017 : Edie : George
- 2018 : The Curse of Shalott (court métrage) : Malcolm